# Hooiberg (Aruba)
Hooiberg – miejscowość (plaats) i strefa (zone) w regionie Santa Cruz w środkowej części kraju autonomicznego Aruba, należącego do Holandii, w Ameryce Południowej. 1 stycznia 2020 r. liczyła 3413 mieszkańców. Jest największą strefą w regionie. Znajduje się tutaj wulkan o tej samej nazwie (165 m).  

## Podział administracyjny
W skład strefy wchodzi jedna miejscowość:
- Hooiberg

## Demografia
Strefa liczy 3413 mieszkańców (1 stycznia 2020).
| Kobiety | Mężczyźni |
| ------- | --------- |
| 1587    | 1826      |